# شركة جزيرة المرجان ذ.م.م
جزيره المرجان هو المطور الرئيسي واحد شركة التطوير العقارية تقع في دولة الإمارات العربية المتحدة (الإمارات العربية المتحدة). حيث تعمل الشركة في رأس الخيمة تقديم خدمات التطوير الرئيسية و التطوير العقاري.
جزيرة المرجان، هي جزيرة من صنع الإنسان، تقع في راس الخيمة. وتمتد الجزيرة على مساحة 4.5 كيلومترات إلى البحر، وتغطي مساحتها 2.7 مليون متر مربع. وهي واحدة من كبار المطورين في راس الخيمة.
تمتد جزيرة المرجان على مساحة شاسعة تبلغ 4.5 كيلومترًا في البحر، وتغطي مساحة قدرها 2.7 مليون متر مربع. تقع في رأس الخيمة، الإمارة التي تتمتع بتاريخ محفوظ جيدًا وتراث أثري غني وبقايا ثقافية قديمة.
جزيرة المارجان لديها استثمارات في العقارات، بما في ذلك التطوير العقارات السكنية، فضلا عن الضيافة.
رأس الخيمة . يعود تاريخها الغني والأصيل إلى 7000 عام مضت وتحيط بها أكبر الجبال وأكثرها جمالاً في الإمارات العربية المتحدة، والشواطئ الرملية البيضاء النقية وصحاريها الخلابة. على بعد مسافة قصيرة بالسيارة من مدينة دبي العالمية، تأخذ رأس الخيمة زوارها إلى جذورها العربية التقليدية، وتقدم تجربة الاستمتاع بالمزيج بين أسلوب الحياة العصري وطرق المجتمع البسيطة والثقافية.

## جزر الشركة
جزيرة النسيم
تعد جزيرة النسيم، البوابة إلى جزيرة المرجان، بمثابة نسمة من الهواء النقي في عالم الفخامة والضيافة. مع أكثر من 2000 متر من مساحة الواجهة البحرية، تتميز جزيرة النسيم بمرافق تجارية ومائية فريدة من نوعها.
جزيرة الكنز
تقع جزيرة الكنز على مساحة 2.5 مليون قدم مربع. وهي متصلة بجزيرة بريز، وتوفر مسافة 3500 متر من ممشى الكورنيش؛ وهي مصممة لحياة خالية من التوتر ومصممة لتنمية رفاهيتك.
جزيرة الأحلام
جزيرة الأحلام هي وجهة لا مثيل لها! مع أكثر من 5000 متر من منطقة الواجهة البحرية، ستتمكن من مشاهدة شروق الشمس وغروبها كل يوم.

## شركة المرجان في إمارة رأس الخيمة
وقال المهندس عبدالله راشد العبدولي العضو المنتدب والرئيس التنفيذي لشركة “مرجان”: “وضعنا رؤية تهدف إلى تنويع اقتصاد إمارة رأس الخيمة على الصعيد العقاري، وتعزيز جاذبيتها للسياح والمستثمرين من كافة أنحاء العالم بفضل ما تحتضنه من وجهات ذات مستوى عالمي. وتتمتع إمارة رأس الخيمة بمقومات نمو هائلة، وستعمل شركة ’مرجان‘ على  تحقيق الأهداف التنموية المنشودة، حيث ستضع الشركة انطلاقاً من دورها كمطور رئيس  إطار عمل دقيق ومتكامل للمشاريع العمرانية، بالتزامن مع استقطاب الاستثمارات الأجنبية، ودعم النمو الاقتصادي عبر تعزيز أداء قطاعات الضيافة والسياحة وتجارة التجزئة والعقارات”.

## المشروع السكني
شركة مرجان، المطور الرئيسي لمشاريع التملك الحر في رأس الخيمة، اعلنت عن إطلاق ” لا مير من إيلي صعب “، أول مشروع سكني فاخر يحمل علامة “إيلي صعب” التجارية في جزيرة المرجان. وستتولى شركة “آرتي ديفيلوبمنتس”، التي تتخذ من دولة الإمارات مقراً لها، تنفيذ المشروع الأيقوني الواقع على الواجهة البحرية للجزيرة والذي تحمل تصاميمه الداخلية لمسات المصمم العالمي الشهير. ويمتاز هذا المشروع الاستثنائي بموقعه المميز ليعكس بذلك روح الأناقة والرقي .

## روابط خارجية
- الموقع الرسمي
- عقارات في دبي